# Веленкосо, Андрес
Андрес Веленкосо Сегура (исп. Andrés Velencoso Segura, род. 11 марта 1978 года) ― испанский модель и актер. Он наиболее известен, как лицо Chanel и Louis Vuitton.

## Юность
Андрес Веленкосо родился в Тосса-де-Мар, в Каталонии, Испания.

## Карьера
Веленкосо начал свою модельную карьеру после окончания средней школы, подписав контракт с испанским модельным агентством Group Model Management. Однако, он не был востребован. Когда Веленкосо отправился в Милан, почти все агентства сочли его непригодным. Все изменилось, когда Натали Кейтс, агент из нью-йоркского агентства Q Model Management взяла его в 2001 году, несмотря на то, что он не говорил по-английски. Кейтс сделала портфолио из четырех полароидных снимков и отправила Веленкосо знакомиться с людьми.
Одним из них был фотограф Мэтт Альбиани. На следующий день Андрес оказался на съемочной площадке в Ист-Хамптоне, штат Нью-Йорк. Проведя всего несколько дней в городе, он привлек внимание некоторых из самых известных фотографов, включая Майкла Томпсона и Франсуа Нарса. В 2002 году его пригласили для съемки весенней рекламной кампании Banana Republic, а год спустя он снялся в рекламной кампании Louis Vuitton вместе с Дженнифер Лопес. Он подписал парфюмерный контракт с Chanel Allure Homme Sport и стал лицом Loewe в 2004 году. Затем он впервые попал на обложку журнала Arena Homme +, а также снялся в рекламной кампании Жан-Поля Готье вместе с Жизель Бюндхен и Дианой Дондо.
Веленкосо снимался для обложек многих ведущих модных журналов, включая L'Officiel Hommes, Hercules, Arena Homme+, а также международных изданий Elle, Vanity Fair и L'Officiel Hommes. С момента своего дебюта он стал лицом многих рекламных кампаний, включая Banana Republic, Louis Vuitton, H&M, Trussardi, Chanel, Ermenegildo Zegna, Loewe, Jean Paul Gaultier, Elie Tahari и Etro. Помимо Томпсона и Нарса, он работал с такими известными фотографами, как Терри Ричардсон, Карл Лагерфельд, Инес ван Ламсвирде и Винуд Матадин.
Он подписал контракт с IMG Models в Нью-Йорке, MGM в Париже, 2pm Model Management в Копенгагене, I LOVE Models в Милане и Donna Models в Токио.

## Актерская карьера
Наряду с модельной работой Веленкосо также является актером. Он снимался в фильмах: «Летний лагерь» и «B&b, de boca en boca». В 2017 году было объявлено, что он будет играть главную роль в драме «Эда» канала Netflix, которая будет снята в Аргентине режиссером Дэниелом Бирманом.
В 2021 принял участие в четвёртом сезоне сериала «Элита» от Netflix в роли Армандо.

## Личная жизнь
С 2008 по 2013 год Веленкосо встречался с певицей Кайли Миноуг. С 2013 по 2015 год он состоял в отношениях с испанской актрисой Урсулой Корберо. Он говорит на испанском, каталонском, французском и итальянском языках.